# 瀧光徳寺
瀧光徳寺（りょうこうとくじ）は、佐賀県三養基郡基山町にある真言宗系の新宗教である中山身語正宗の大本山。

## 由緒
1921年、中山身語正宗を開いた木原覚恵によって創建された。

## 伽藍
- 山門
- 大本堂
- 五重塔
- 奥院
- 宗務庁　ほか

## 所在地
- 佐賀県三養基郡基山町宮浦2200